# Brunellia macrophylla
Brunellia macrophylla là một loài thực vật thuộc họ Brunelliaceae. Đây là loài đặc hữu của Colombia.